# Chr. Erichsens Forlag
Chr. Erichsens Forlag var et dansk forlag grundlagt 2. februar 1902 af Christian Erichsen (1867-1935). Forlaget blev efter grundlæggerens død omdannet til et aktieselskab. Det var i det meste af 1900-tallet Danmarks førende børnebogsforlag, men blev 1993 sammenlagt med Forlaget Cicero. Derefter blev børnebogsudgivelserne nedprioriteret. Cicero/Chr. Erichsens Forlag blev 1. januar 2007 købt af Gyldendal og omdannet til et datterselskab.
Forlaget havde adresse på Sjæleboderne 4 i København.

## Direktion
Denne liste er ufuldstændig; hjælp gerne med at udfylde den.
- 1902-1935: Christian Erichsen
- 1935-1946: Bjørn Erichsen
- 1946-19??: Stig Jensen

## Chr. Erichsens Børneblade
Chr. Erichsen var mest kendt for udgivelsen af Børnenes Bogsamling. Som læreruddannet var han interesseret i, at alle børn fik adgang til sund og spændende læsning, og gennem hans billige fortløbende hæfter kunne man samle sig til de komplette bøger. Erichsen var rystet over de fattiges forhold og oprettede derfor adskillige fonde, bl.a. "Nødlidende Lærerenkers Fond", hvor en stor del af overskuddet fra hans forlagsvirksomhed havnede. Dermed havde han ingen problemer med at sikre sig skolelærernes hjælp til at anbefale og sælge forlagets bøger og hæfter. Da Erichsen senere etablerede sine børneblade, besluttede han, at disse ikke måtte give overskud. Et evt. sådant skulle i stedet investeres i, at bladene blev bedre og flottere, og i adskillige år dækkede han foretagendets underskud af egen lomme.
Chr. Erichsen nærede afsky for krig, og i 1923 fordoblede han Nobels Fredspris, idet han skænkede hele sin formue til vinderen for det år. Prisvinderen, nordmanden Fridtjof Nansen, fik hermed yderligere midler til sit store arbejde med at hjælpe Europas millioner af flygtninge, som sultede efter 1. verdenskrig.
I 1903 begyndte Chr. Erichsen at udgive Børnenes Avis, men allerede efter et halvt års tid skiftede man navn til Børnebladet. Erichsen konkurrerede med det gamle blad Børnevennen, der havde eksisteret siden 1867, og Vor Ven (der så dagens lys i 1911) forsøgte også at få en del af markedet. De sidstnævnte to blade blev købt (og sammenlagt) af Magasin du Nord, men Erichsen overtog senere tidsskriftet og slog derefter sine børneblade sammen. I 1917 stod han så som udgiver af Børnenes Ugeblad, Børnevennen og Mit Blad. De tre blade havde dog et identisk indhold, men prisen på abonnementet var forskellig, alt efter om man ønskede sig en indbundet, hæftet eller ingen årlig gavebog. I redaktionen sad Erna Damgaard og Peder Grønvald-Fynbo, og Børnenes Ugeblads 17. årgang (1933) var vel den hidtil bedste, hvor hovedindholdet var en lang fortsat historie. Bladet var nu ikke noget særligt, selv om det solgte godt, men de kun 8 sider lagde nok en hindring i vejen for et mere alsidigt læsestof.[kilde mangler]
I oktober 1933 skiftede det navn til Fritiden, og samtidig skete der et drastisk kvalitetsløft. Det nye tidsskrift indeholdt 16 sider (halvdelen tilmed i farver), spændende fortællinger, tegneserier af den morsomme Helge Hall (Per Pengeløs, Kjukken og mange små vittighedstegninger), en fortsat billedfortælling (i stil med Prins Valiant) af Oscar Knudsen, sport, videnskabeligt nyt, rejsebeskrivelser, "gør-det-selv-sider", konkurrencer, læserbrevkasse og mere. De store tekniske fremskridt indenfor forskning, kommunikation og transport gav grobund for et væld af interessante artikler i bladet, der nu nøjedes med at udkomme to gange om måneden.[kilde mangler]
Det hele var vældig underholdende, men ved udgangen af 1939 (kort inde i 7.årgang) faldt niveauet betragteligt. I april 1943 blev redaktørerne udskiftet (Chr. Erichsen var død i 1935), og bladet solgtes til A/S Kammeraten. September 1943 blev endestationen for Fritiden (med færdiggørelsen af 10. årgang), idet de nye ejere foretrak navnet Kammeraten. Af ukendte årsager (krigen?) kom der kun et enkelt nummer af dette blad, og det endda så sent som i december 1944, og børnebladenes store epoke var hermed et overstået kapitel.[kilde mangler]
I øvrigt kan det nævnes, at Det Kongelige Bibliotek ligger inde med samtlige danske børneblade.